# Вальо-Серра
Вальо-Серра (итал. Vaglio Serra) — коммуна в Италии, находится в регионе Пьемонт, в провинции Асти.
Население составляет 283 человека (2008), плотность населения составляет 61 чел./км². Занимает площадь 5 км². Почтовый индекс — 14040. Телефонный код — 0141.
Покровителем коммуны почитается святой мученик Панкратий Римский, празднование 12 мая.

## Демография
Динамика населения:

## Администрация коммуны
- Официальный сайт: